# Megastylus bimaculatus
Megastylus bimaculatus är en stekelart som beskrevs av Dasch 1992. Megastylus bimaculatus ingår i släktet Megastylus och familjen brokparasitsteklar. Inga underarter finns listade i Catalogue of Life.